# JR西日本273系電力動車組
273系電車是JR西日本的一款直流電特急型列車，用於連接岡山至出雲市的「八雲號」特急列車。本列車於2024年4月6日投入服務。

## 簡介
為了替換自1982年7月伯備線全線電氣化後一直使用的381系，JR西日本在2020年發布的中期經營計畫中規劃於2022~2023年間新製車輛徹底取代，並於2022年2月公開了車輛新製計畫。
由於伯備線彎道多且急，又381系自身具備自然傾斜功能，新型車輛也加入了擺式列車技術。JR西日本曾考慮使用類似於JR四國8600系的空氣彈簧傾斜技術，並借用該型車輛於伯備線上試運轉。然而，在伯備線上使用空氣彈簧傾斜時相關機件無法滿足空氣消耗的需求，因此新製的273系轉而使用JR西日本與JR總研合作開發的「車上型制御付自然振子」技術以保持過彎車速與提高舒適度。
273系共引進11編組44輛。2023年10月第一批2編組8輛自近畿車輛出廠，經測試後於2024年4月6日開始營業運轉，6月15日完全接替381系

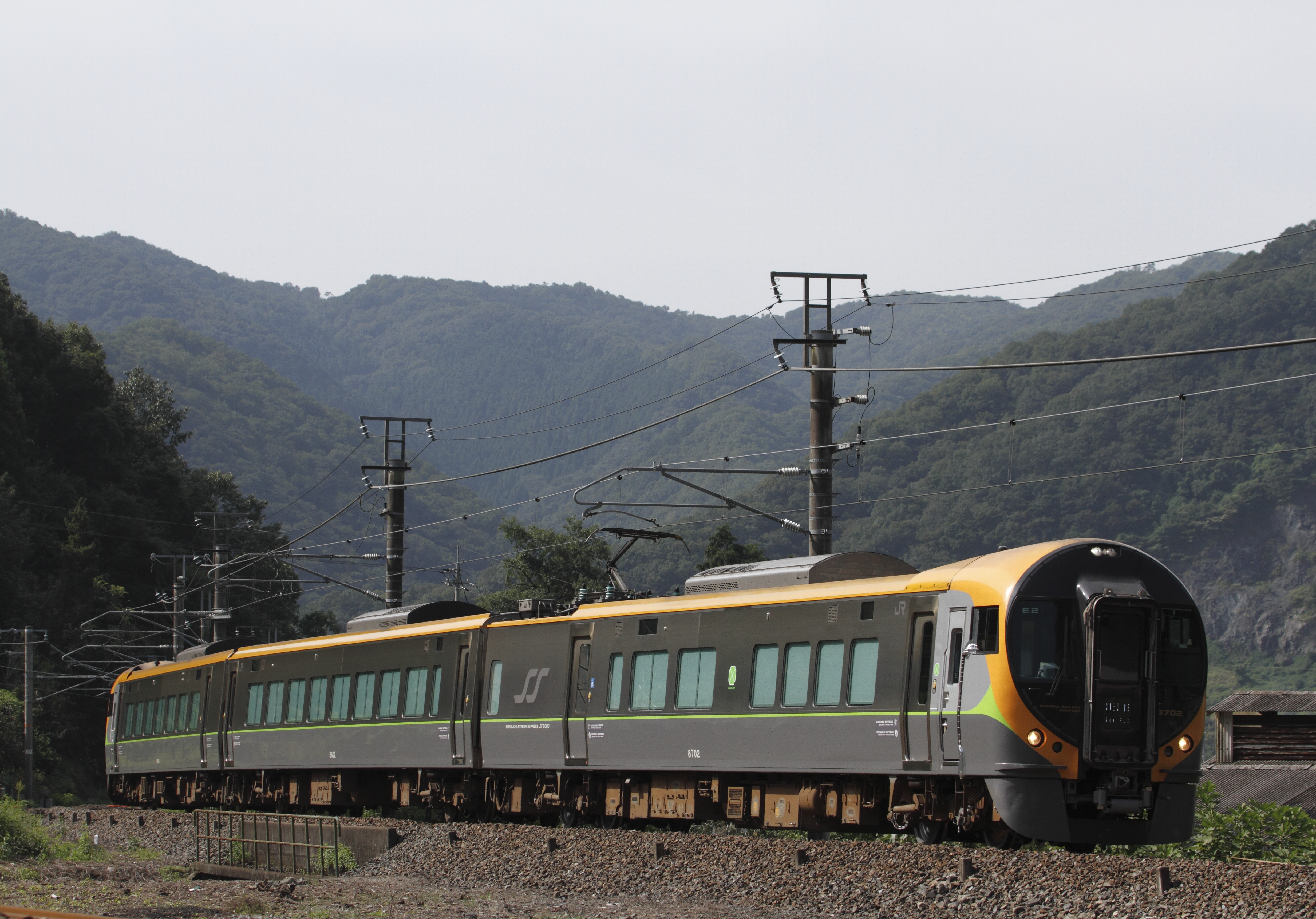
273系登場前進入伯備線實驗的8600系E2編成
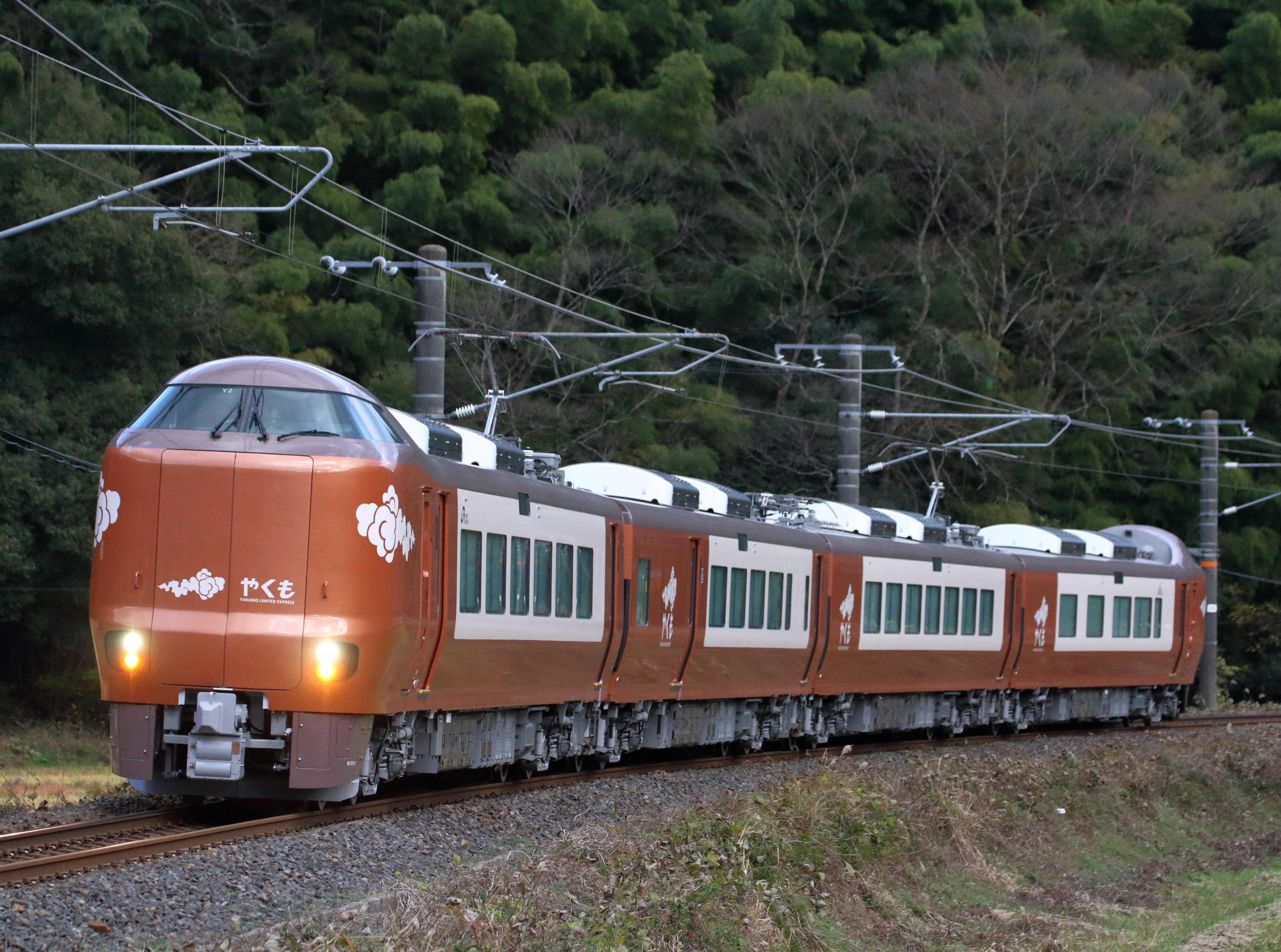
273系Y2編成，2023年12月

## 規格與構造

### 車體與外觀
與早前開發的287系、271系相似，273系也使用了高駕駛台的結構，外觀則委託川西康之設計，以鬱金色、黄金色、銅色、赤銅色交互搭配以沿途景觀交互輝映。
- 車頭正面
- 車頭側面
- 車側的的八雲號標誌

### 車內
車內以「溫暖的室內裝飾，讓旅客在山陰地方賓至如歸」為概念。列車座椅上有「積石亀甲」的紋路，綠色車廂使用黃色椅套，普通車座椅間隔擴大至1040mm並使用藍色、綠色穿插的椅套。另外，本系車設置了2人或4人對坐的「Semi-Compartmemt」，按普通車的費用計價。
其他設施方面；本系列全部車廂均設有大件行李架，位於各車廂的第一排；此外全部座位均設置交流電源插座。
- 綠色車廂
- Semi-Compartmemt
- 普通車
- 行李架

## 編組體系
本系列使用0.5M全動力車編組。亦即，所有車廂均有一半的車軸有動力。以4輛為一編組，營運時可能單組或兩組重連行駛。
クモロハ272形（M'sc）
設有綠色車廂、Semi-Compartmemt的駕駛車，綠色車廂定員17名，Semi-Compartmemt定員12名。
駕駛端設有重連用的電器連結器與風擋；但クモロハ272-7、クモロハ272-9僅有電器連結器，沒有風擋。
モハ273形（M1）
普通車，定員58名。
モハ272形（M'1）
設有輪椅對應設施、多功能室的普通車，定員32名。
クモハ273形（Mc）
設置普通車的駕駛車，定員50名。
駕駛端設有重連用的電器連結器與風擋；但クモハ273-8、クモハ273-10僅有電器連結器，沒有風擋。
| ←出雲市方向岡山方向→   |                          |                     |                          |
| 1・5                   | 2・6                     | 3・7                | 4・8                     |
| クモロハ272 - 0 (M'sc) | ＜ ＞ モハ273 - 100 (M1) | モハ272 - 100 (M'1) | ＜ ＜ クモハ273 - 0 (Mc) |

## 備註

## 外部連結
- 新型やくも：JRおでかけネット （页面存档备份，存于） - 西日本旅客鉄道